# Fedra Lorente
Fedra Lorente (Madrid; 26 de desembre de 1951) és una actriu i cantant espanyola.

## Biografia
Comença a treballar com a actriu en els anys 1970 després de finalitzar els seus estudis d'Art Dramàtic. Debuta al cinema en 1973 amb la pel·lícula Busco tonta para fin de semana (1973), d'Ignasi F. Iquino. Durant els següents anys, i coincidint amb l'auge del gènere conegut com destape, participa en comèdies com La lozana andaluza (1976), Niñas... al salón (1977) o Es pecado... pero me gusta (1977).
Entre 1980 i 1982 es dedica exclusivament a televisió, i intervé en les sèries Don Baldomero y su gente (1982), amb Luis Escobar i en algunes obres incloses als espais Teatro breve, Estudio 1 i Historias para no dormir. És en aquesta última sèrie, en el capítol titulat Freddy emès al setembre de 1982, on coincideix per primera vegada amb Narciso Ibáñez Serrador.
La popularitat aclaparadora li arribaria de sobte menys d'un any després, quan Ibáñez Serrador la fitxa per a interpretar el paper de La Bombi en el cèlebre concurs de TVE Un, dos, tres... responda otra vez. Fedra Lorente es converteix en una de les actrius més conegudes del país i el personatge en un dels més recordats en la història de la televisió a Espanya, de manera que, fins i tot vint anys després, es continua associant actriu i personatge.
Fedra Lorente interpreta el personatge fins a 1986 any en què comença a col·laborar en La bola de cristal, co-protagonitzant una sèrie còmica inclosa en la segona part del programa, El librovisor, al costat de Alaska, Pablo Carbonell i Pedro Reyes fins a 1987.
Durant aquesta etapa compagina la seva trajectòria televisiva amb la intervenció en algunes pel·lícules sobretot de Mariano Ozores: El pan debajo del brazo (1984), Cuatro mujeres y un lío (1985), Esto sí se hace (1987), Esto es un atraco (1987), Hacienda somos casi todos (1988), Ya no va más (1988). Encara que també roda a les ordres d'altres directors destacant Amanece, que no es poco (1988), de José Luis Cuerda.
Després d'una absència de tres anys torna a televisió, incorporant-se a l'espai d'humor Tutti Frutti (1990-1991), a Telecinco, popular per ser el programa en el qual es van fer cèlebres les ballarines Mammachicho.
En 1992 represa el personatge que la va fer famosa, encara que ara passa a dir-se Mari Puri, i s'incorpora a l'equip de la qual va ser la vuitena etapa del concurs Un, dos, tres... responda otra vez (1992-1993).
En la seva trajectòria posterior ha combinat actuacions tant en cinema com en televisió.
En la pantalla gran, poden destacar-se les seves intervencions en les pel·lícules Manolito Gafotas (1999), de Miguel Albaladejo; París-Tombuctú (1999), de Luis García Berlanga, La marcha verde (2002), de José Luis García Sánchez i Hotel Danubio (2003), d'Antonio Giménez Rico. En aquesta última va coincidir a més amb la seva neboda Carmen Morales, filla de Rocío Dúrcal i Junior, germà de Miguel Morales, guitarrista filipí de Los Brincos i marit de Fedra.
En televisió ha participat en les sèries El sexólogo (1994), de nou amb Mariano Ozores, La banda de Pérez (1997) i entre 2006 i 2009 a la sèrie d'èxit Yo soy Bea, on va interpretar a la copropietària del 'San Pancracio', Marga Vivales, que també porta la cafeteria de la revista.

## Filmografia
- La espina de Dios (Óscar Parra de Carrizosa, 2014)
- Hotel Danubio (Antonio Giménez Rico, 2003)
- La marcha verde (José Luis García Sánchez, 2002)
- París-Tombuctú (Luis García Berlanga, 1999)
- Manolito Gafotas, (Miguel Albaladejo, 1999)
- Amanece, que no es poco (José Luis Cuerda, 1989)
- El equipo Aahhgg (José Truchado, 1989)
- Esto es un atraco (Mariano Ozores, 1987)
- Cuatro mujeres y un lío (Mariano Ozores, 1985)
- El pan debajo del brazo (Mariano Ozores, 1984)

## Televisió
- Yo soy Bea (2006-2009)
- La banda de Pérez (1997)
- Villarriba y Villabajo (1994)
- El sexólogo (1994)
- Un, dos, tres (1983-1993)
- Tutti frutti (1990)
- La bola de cristal (1986-1987)
- Primera función: Los tres etcéteras de Don Simón (1989)
- La comedia: La sopera (1984).
- Estudio 1: Que viene mi marido (1981).
- Estudio 1: Los japoneses no esperan (1981)
- Estudio 1: Maribel y la extraña familia (1980)
- Antología de la Zarzuela (1979)
- Curro Jiménez (1976) / Entierro en la serranía

## Teatre
- No te pases de la raya, cariño de Marc Camoletti (adaptació d'Albert Closas), dirigida per José María Mompín, Teatro Valle-Inclán, Madrid (1974)